# Antonio Maria Travia
Antonio Maria Travia (Palermo, 1º gennaio 1914 – Roma, 6 febbraio 2006) è stato un arcivescovo cattolico italiano.

## Biografia
Antonio Maria Travia nacque a Palermo l'8 gennaio 1913.

### Formazione e ministero sacerdotale
Studiò al seminario arcivescovile di Palermo dove fu ordinato presbitero l'11 luglio 1937 dal cardinale Luigi Lavitrano.
Questi lo inviò poi a Roma per proseguire gli studi in diritto canonico. Il 15 gennaio 1942 si laureò in questa disciplina alla Pontificia Università Lateranense.
Tornato a Palermo, poco dopo venne nominato cancelliere del tribunale ecclesiastico siciliano e vicario cooperatore della parrocchia di Sant'Espedito.
Chiamato a Roma dal cardinale segretario di Stato Luigi Maglione per entrare nel servizio diplomatico della Santa Sede, il 1º settembre 1942 fu ammesso alla Pontificia accademia ecclesiastica. Ben presto venne assegnato alla sezione ordinaria della Segreteria di Stato, allora guidata da monsignor Giovanni Battista Montini, il futuro papa Paolo VI. Dal 1948 al 1954 fu segretario di Montini. Il 10 dicembre del 1954 venne nominato prelato domestico di Sua Santità e il 1º febbraio 1959 divenne consigliere della nunziatura apostolica in Austria.
L'alto prelato fu secondo alcune fonti membro della massoneria alla quale, stando alla lista stilata da Mino Pecorelli, sarebbe stato iniziato nel 1967. Sempre nel 1967 mons. Travia fu coinvolto in uno scandalo, a quei tempi giudicato clamoroso, legato al Banco di Palermo.

### Ministero episcopale
Il 16 dicembre 1968 papa Paolo VI lo nominò arcivescovo titolare di Termini Imerese ed elemosiniere di Sua Santità. Ricevette l'ordinazione episcopale il 6 gennaio successivo nella basilica di San Pietro in Vaticano dallo stesso pontefice, coconsacranti gli arcivescovi Sergio Pignedoli, segretario della Congregazione per l'evangelizzazione dei popoli, ed Ernesto Civardi, segretario della Congregazione per i vescovi.
Anche se Termini Imerese era una sede titolare, fino alla sua morte mantenne forti legami con la città siciliana, prendendo possesso della sua sede titolare con una celebrazione nel duomo di San Nicola di Bari il 19 maggio 1969. Il 19 maggio 1977 prese parte al solenne arrivo delle spoglie del beato Agostino Novello da Siena.
Nel 1970 venne nominato primicerio dell'Arciconfraternita di Santa Maria Odigitria dei Siciliani. Il cardinale Maximilien de Fürstenberg, gran maestro dell'Ordine equestre del Santo Sepolcro di Gerusalemme, lo nominò gran priore del medesimo Ordine per il Centro Italia.
Travia gestì durante il Giubileo del 1975 le cosiddette benedizioni per posta, ovvero l'invio postale, a fronte di un modesto corrispettivo economico, delle benedizioni papali.
Il 23 dicembre 1989 papa Giovanni Paolo II accettò la sua rinuncia all'incarico per raggiunti limiti d'età. Gli succedette monsignor Oscar Rizzato.
Morì a Roma il 6 febbraio 2006 all'età di 92 anni. Le esequie si tennero nella chiesa di Santa Maria in Transpontina in via della Conciliazione a Roma e furono presiedute dal cardinale Salvatore De Giorgi. La salma venne poi tumulata nel sacello della Venerabile Arciconfraternita di Sant'Anna de' Parafrenieri al cimitero del Verano.
Secondo i suoi desideri, il suo bastone pastorale, la mitria utilizzata il giorno del suo ingresso a Termini Imerese, una stola, la bolla pontificia della sua nomina episcopale e un prezioso calice vennero donati alla città della sua arcidiocesi titolare dove sono conservati nel museo di arte sacra adiacente al duomo cittadino. La città di Termini Imerese gli ha dedicato una via.

## Genealogia episcopale
La genealogia episcopale è:
- Cardinale Scipione Rebiba
- Cardinale Giulio Antonio Santori
- Cardinale Girolamo Bernerio, O.P.
- Arcivescovo Galeazzo Sanvitale
- Cardinale Ludovico Ludovisi
- Cardinale Luigi Caetani
- Cardinale Ulderico Carpegna
- Cardinale Paluzzo Paluzzi Altieri degli Albertoni
- Papa Benedetto XIII
- Papa Benedetto XIV
- Papa Clemente XIII
- Cardinale Marcantonio Colonna
- Cardinale Giacinto Sigismondo Gerdil, B.
- Cardinale Giulio Maria della Somaglia
- Cardinale Carlo Odescalchi, S.I.
- Cardinale Costantino Patrizi Naro
- Cardinale Lucido Maria Parocchi
- Papa Pio X
- Papa Benedetto XV
- Papa Pio XII
- Cardinale Eugène Tisserant
- Papa Paolo VI
- Arcivescovo Antonio Maria Travia